# Values Party

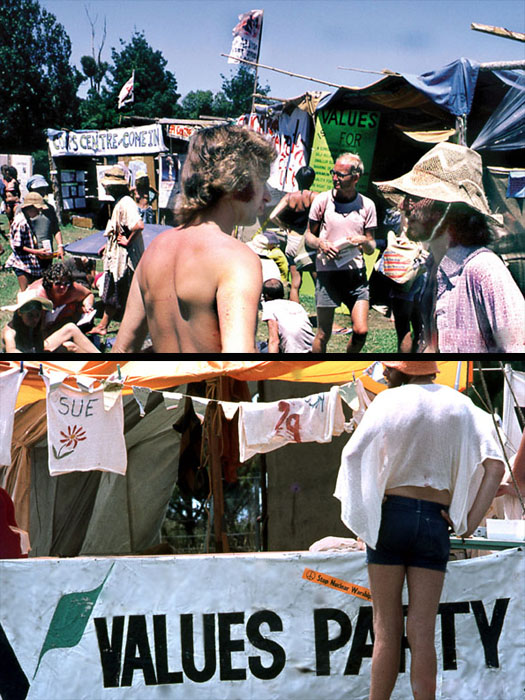
Values Party v roce 1979

Values Party (česky také Strana hodnot) je bývalá politická strana, která působila mezi roky 1972–1990 na Novém Zélandu. Po regionálním australském uskupení United Tasmania Group je Values Party považovaná za celosvětově první celostátní stranu prosazující zelenou politiku. 
Vznikla v roce 1972 na shromáždění ve Victoria University ve Wellingtonu. V několika manifestech byl představen program strany, která usilovala vybudovat z Nového Zélandu egalitářskou a ekologicky trvale udržitelnou společnost. Bojovala proti výrobě elektřiny z jádra a jadernému zbrojení, obhajovala teorii nulového růstu HDP a požadovala liberalizaci zákonů regulujících potraty, vztahy osob stejného pohlaví a distribuci lehkých drog. Přestože strana nikdy nezasedla v parlamentu, dařilo se jí otvírat veřejnou diskuzi k řadě sporných otázek. 
Strana v 70. letech 20. století získávala okolo 4–6 % volební podpory, což na zisk poslaneckého mandátu nestačilo. Její členové však získali volené funkce v obecních volbách. V roce 1990 se strana propojila s několika environmentalisticky orientovanými organizacemi a vytvořili Green Party of Aotearoa New Zealand – novozélandskou Stranu zelených.